# Estrablin
Estrablin är en kommun i departementet Isère i regionen Auvergne-Rhône-Alpes i sydöstra Frankrike. Kommunen ligger i kantonen Vienne-Sud som tillhör arrondissementet Vienne. År 2022 hade Estrablin 3 682 invånare.

## Befolkningsutveckling
Antalet invånare i kommunen Estrablin
Referens:INSEE